# بازمانده (ترکیه)
بازمانده ترکیه (به ترکی استانبولی:Sürvivor Türkiye) مسابقه ای است که در نهمین سال تولید بازمانده، در ترکیه شروع شد. ابتدا در کانال د در سال ۲۰۰۵، در شو تی‌وی در سال های ۲۰۰۶ تا ۲۰۱۲،در استار تی‌وی در سال های ۲۰۱۳ و ۲۰۱۴ سپس از سال ۲۰۱۴ تاکنون در تی‌وی۸ پخش می‌شود. بازمانده ۲۰۲۲ هم اکنون در حال پخش است و توسط ترکیه و در جمهوری دومینیکن برگزار می‌شود. از این مسابقه بعنوان سخت‌ترین مسابقه دنیا یاد شده است.
اولین قهرمان این مسابقات که در سال ۲۰۰۵ به میزبانی Ahmet Utlu به مدت ۱۳ هفته برگزار شد که بعد از ۳۹ روز Uğur Pektaş قهرمان شد.
Uğur Pektaş بار دیگر در سال ۲۰۲۰ به این مسابقه دعوت شد ولی به دلیل مصدومیت در هفته اول از این مسابقه کنار کشید